# Soysallı, Develi
Soysallı là một xã thuộc huyện Develi, tỉnh Kayseri, Thổ Nhĩ Kỳ. Dân số thời điểm năm 2008 là 1.326 người.